# 구례고등학교
구례고등학교(求禮高等學校)는 대한민국 전라남도 구례군 구례읍 봉남리에 있는 공립 고등학교이다.

## 학교 연혁
- 1973년 3월 7일 : 구례여자종합고등학교 개교
- 1974년 3월 1일 : 구례여자고등학교로 교명 변경
- 1989년 3월 1일 : 구례고등학교로 교명 변경
- 2022년 9월 1일 : 제19대 이상원 교장 부임
- 2024년 11월 19일 : 자율형 공립고 2.0 선정
- 2025년 2월 6일 : 제50회 69명 졸업(총 10,046명)

## 참고 자료
- 구례고등학교 - 한국교육학술정보원 학교알리미